# Bandera de Beniel
La bandera de Beniel (Región de Murcia, España) es de proporciones 2x3. Consiste en un paño dividido en dos franjas iguales, la superior, de color gualda y la inferior de color verde, cargada en el cantón de tres torres, de iguales y del mismo color que las del escudo de la Región de Murcia, que simbolizan las tres pedanías del municipio de Beniel.
La bandera de Beniel fue aprobada primero por el pleno y después por el Gobierno de la Región de Murcia.